# Daniel Jasinski
Daniel Jasinski (né le 5 août 1989 à Bochum) est un athlète allemand, spécialiste du lancer du disque.

## Biographie
Le 9 juillet 2016, Daniel Jasinski se classe 8e des Championnats d'Europe d'Amsterdam avec un jet à 63,35 m. Il remporte le mois suivant la médaille de bronze des Jeux olympiques de Rio avec un jet à 67,05 m.

## Palmarès
| Date | Compétition                          | Lieu                  | Résultat | Marque  |
| ---- | ------------------------------------ | --------------------- | -------- | ------- |
| 2013 | Coupe d'Europe hivernale des lancers | Castellón de la Plana | 1er      | 64,69 m |
| 2014 | Championnats d'Europe                | Zürich                | 7e       | 62,04 m |
| 2016 | Championnats d'Europe                | Amsterdam             | 8e       | 63,35 m |
| 2016 | Jeux olympiques                      | Rio de Janeiro        | 3e       | 67,05 m |
| 2021 | Jeux olympiques                      | Tokyo                 | 10e      | 62,44 m |
| 2024 | Coupe d'Europe des lancers           | Leiria                | 3e       | 61,84 m |

## Records
| Épreuve          | Performance | Lieu      | Date        |
| ---------------- | ----------- | --------- | ----------- |
| Lancer du disque | 67,16 m     | Wiesbaden | 15 mai 2016 |